# 小天才 (品牌)
小天才是中国广东小天才科技有限公司的一个数码品牌，在中国之外的英文品牌为Imoo。产品涵盖可穿戴设备（如小天才电话手表）、平板电脑等，并主打儿童领域，在早期，该品牌还曾涉足教育电子领域。
曾属于步步高集团，现属于东莞步步高教育科技有限公司。